# Шерашево
Шера́шево (рос. Шерашево, чув. Шураç) — присілок у складі Аліковського району Чувашії, Росія. Входить до складу Таутовського сільського поселення.
Населення — 210 осіб (2010; 262 у 2002).
Національний склад:
- чуваші — 98 %